# وليام أوسو
وليام أوسو (بالإنجليزية: William Owusu)‏ (13 سبتمبر 1989 بأكرا في غانا - ) هو لاعب كرة قدم غاني في مركز الهجوم. لعب مع رويال أنتويرب وريال سبورت كلوب وسبورتينغ لشبونة وسيركل بروج ونادي جل فيسنتي ونادي فيسترلو ونادي عجمان ونادي الفجيرة ونادي البطائحCSM Corona Brașov (football) ‏.

## وصلات خارجية
- وليام أوسو على موقع الاتحاد الأوربي (الإنجليزية)
- وليام أوسو على موقع قاعدة بيانات كرة القدم.إي يو (الإنجليزية)
- وليام أوسو على موقع Soccerway.com (الإنجليزية)